# Park Se-hyun
Park Se-hyun (en hangul, 박세현; Seúl, 7 de septiembre de 1998) es una actriz surcoreana. Ha aparecido en el reparto de numerosas películas y series televisivas. El papel más destacado en sus primeros años de carrera fue el de Yeon-sun en la serie Knight Flower, en 2024.

## Carrera
Cuando tenía 10 años fue elegida como suplente de la protagonista del musical The Sound Thief, en un reparto encabezado por Nam Gyeong-ju y Choi Jeong-won. Esa fue la primera ocasión en que subió a los escenarios. Años después, su primera aparición en televisión fue en la serie de OCN El cuestionario de Dios: reiniciar. Su personaje es el de una chica de secundaria que se cae de la azotea de la escuela y cae en coma mientras intenta intimidar a los padres de su amiga. Aunque se trató solo de una escena breve, fue lo suficientemente notable como para ser considerada un trabajo debut. Sin embargo, Park no quedó en absoluto satisfecha con su trabajo y comenzó a nutrir dudas sobre su idoneidad como actriz.
Tras algunos pequeños papeles en cine, comenzó su carrera en este medio con dos filmes de terror y suspenso: Whispering Corridors 6: The Humming y La 8.ª noche, ambos de 2021. El primero fue particularmente difícil, porque llegó justo después de su debut y su personaje alternaba la apariencia de una chica de secundaria con la de un monstruo. Durante el rodaje hizo amistad con su compañera de reparto, la cantante y actriz Bibi (Kim Hyung-seo), que la invitó a aparecer en uno de sus vídeos musicales, Kazino.
En 2023 apareció en la película A Tour Guide con el papel de una joven china que intenta permanecer ilegalmente en Corea del Sur. En conjunto, en esos primeros años de carrera, y casi siempre con papeles cortos, cubrió un amplio espectro de personajes y géneros: drama político, drama de época, terror, suspenso, e incluso el documental de historia reciente coreana. Una característica curiosa que señala la propia Park es que tal vez sea la actriz, de entre sus coetáneas, que más muere en escena y de muchos modos distintos.
En febrero de ese mismo año firmó un contrato de representación exclusiva con la agencia Big Whale Entertainment.
En 2024 llegó un importante punto de inflexión en su carrera: fue Yeon-sun, la sirvienta y amiga de la protagonista Jo Yeo-hwa (interpretada por Lee Ha-nee), en Knight Flower. Obtuvo el papel tras una audición en la que se exhibió en primer lugar entre las candidatas, y donde contó con la ayuda de la misma Lee Ha-nee para leer los diálogos. El director Jang Tae-yoo elogió el modo en que había captado la naturaleza de la relación entre ambas. La actriz declaró que, en general, esta serie la ayudó a superar sus dudas sobre su propia valía, a ganar confianza y soltura en su trabajo, gracias también a la ayuda y sugerencias del director. La labor de la actriz fue bien acogida por el público, que valoró en particular la buena sintonía con Lee Ha-nee en las escenas que compartieron ambas, y también con Lee Ki-woo, con cuyo personaje el suyo inicia una relación amorosa. De este modo, y gracias también a los elevados índices de audiencia de la serie, Park se encontró en el centro de atención de los espectadores y comenzó a ser un rostro popular.

## Filmografía

### Cine
| Año  | Título                              | Hangul                         | Papel                           | Notas                                                | Ref.         |
| ---- | ----------------------------------- | ------------------------------ | ------------------------------- | ---------------------------------------------------- | ------------ |
| 2019 | La frecuencia del amor              | 유열의 음악앨범                | Se-mi                           | Debut en cine                                        |              |
| 2019 | Kim Ji-young: Born 1982             | 82년생 김지영                  | Ji-Young                        |                                                      | [ 8 ]        |
| 2019 | Las cosas nos separan               | 우리를 갈라놓는 것들           | Jeong Jeong-hwa                 | Documental con recreaciones de personajes históricos | [ 8 ]        |
| 2021 | Esperando la lluvia                 | 비와 당신의 이야기             | Chica de secundaria 1           |                                                      |              |
| 2021 | Whispering Corridors 6: The Humming | 여고괴담 여섯번째 이야기: 모교 | Jae-yeon                        | 6.º ep.: Alma Mater                                  | [ 1 ]        |
| 2021 | The Night Shift                     | 괴기맨숀                       | Kim Seo-hyun                    | Parte 3                                              | [ 9 ]        |
| 2021 | La 8.ª noche                        | 제8일의 밤                     | Chica de secundaria victimizada |                                                      | [ 9 ]        |
| 2022 | Anchor                              | 앵커                           | Yoon Mi-so                      |                                                      |              |
| 2022 | Remember                            | 리멤버                         | Han Ok-seon                     |                                                      | [ 10 ]       |
| 2023 | Boksoon debe morir                  | 길복순                         | Bok-soon de joven               |                                                      | [ 11 ]       |
| 2023 | A Tour Guide                        | 믿을 수 있는 사람              | Li Xiao                         |                                                      | [ 3 ] [ 12 ] |

### Series de televisión
| Año     | Título                                           | Papel         | Canal    | Notas                       | Ref.          |
| ------- | ------------------------------------------------ | ------------- | -------- | --------------------------- | ------------- |
| 2018-19 | El cuestionario de Dios: reiniciar               | Lee Ji-eun    | OCN      |                             |               |
| 2019    | Doctor Prisoner                                  | Kim Hye-jin   | KBS2     |                             |               |
| 2019    | El mejor final                                   | Oh Ji-hye     | Naver TV | Serie web                   |               |
| 2019    | Everything and Nothing                           | Jeon Yu-ri    | SBS      | Drama emitido en dos partes | [ 13 ] [ 14 ] |
| 2019    | The Running Mates: Human Rights                  | Min Jeong-ah  | OCN      |                             |               |
| 2020    | La temperatura del lenguaje: nuestros diecinueve | Seo Eun-bin   | Naver TV | Serie web                   | [ 15 ] [ 16 ] |
| 2020    | Record of Youth                                  | Choi Soo-bin  | tvN      |                             | [ 17 ]        |
| 2021    | Youth of May                                     | Lee Jin-ah    | KBS2     |                             | [ 18 ] [ 19 ] |
| 2021    | Adult Trainee                                    | Kang Da-hyeon | TVING    | Serie web, ep. 3-5          | [ 20 ]        |
| 2022    | Big Mouse                                        | Jang Hee-joo  | MBC      |                             | [ 21 ]        |
| 2022    | Joseon Psychiatrist Yoo Se-poong                 | Wol-i         | tvN      | Aparición especial, ep. 10  | [ 22 ]        |
| 2023    | Race                                             | Lee Hae-jo    | Disney+  | Serie web                   |               |
| 2024    | Knight Flower                                    | Yeon-sun      | MBC      |                             | [ 23 ] [ 24 ] |
| 2024    | Your Honor                                       | Kim Eun       | ENA      |                             | [ 25 ] [ 26 ] |
| 2025    | Undercover High School                           | Ahn Yu-Jeong  | MBC      |                             | [ 27 ]        |

### Vídeos musicales
| Año  | Título | Artista | Ref.         |
| ---- | ------ | ------- | ------------ |
| 2020 | Kazino | Bibi    | [ 28 ] [ 1 ] |